# 살
살은 생물의 연조직이 응집된 것이다. 다양한 다세포 생물은 "살"이라고 불릴 수 있는 연조직을 가지고 있다. 사람을 포함한 포유류에서 살은 근육, 지방 조직, 기타 성긴 결합 조직을 포함하지만, 때로는 비근육성 기관 (간, 허파, 비장, 콩팥)과 일반적으로 버려지는 부분 (단단한 힘줄, 뇌 조직, 창자 등)은 제외되며 일반적으로 부드럽고 섬세한 신체 부위로 간주될 수 있다. 요리 맥락에서 식용 가능한 동물의 살은 고기라고 불리며, 가공된 내장 조직은 부속 고기로 알려져 있다.
척추동물, 연체동물, 절지동물과 같은 특정 동물 그룹에서 살은 각각 뼈, 껍데기, 비늘과 같은 더 단단한 신체 구조와 구별된다. 식물에서 "살"은 과일과 외 (열매)의 중과피와 같은 수분 많고 먹을 수 있는 구조뿐만 아니라 부드러운 알뿌리, 땅속줄기, 주근 (식물학)을 의미하며, 견과 및 줄기와 같은 더 단단한 구조와는 대조된다. 균류에서 살은 트라마, 즉 버섯 또는 자실체의 부드러운 내부 부분을 가리킨다.
일부 맥락, 예를 들어 시각 예술에서는 더 제한적인 용법이 발견될 수 있는데, 이때 살은 옷과 모발로 덮인 신체 부위와는 달리 눈에 보이는 노출된 사람의 피부만을 지칭할 수 있다. 색상에 대한 설명으로 살은 일반적으로 멜라닌이 없는 백인의 창백하거나 분홍빛을 띠는 피부색을 의미하지만, 어떤 인간 피부의 색상도 지칭하는 데 사용될 수 있다.
기독교 종교계에서 살은 육신적임과 관련된 은유이다.
문장에 "살을 붙이다"는 표현은 이미 되어 있는 뼈대에 여러 가지를 덧붙이는 것을 말한다.

## 사진

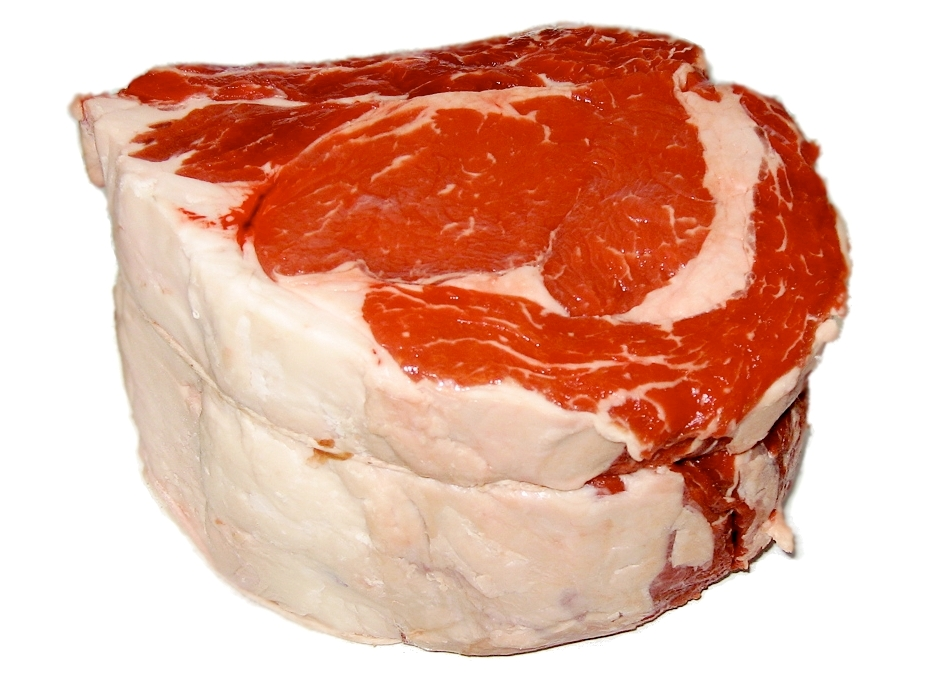
소의 살(소고기)
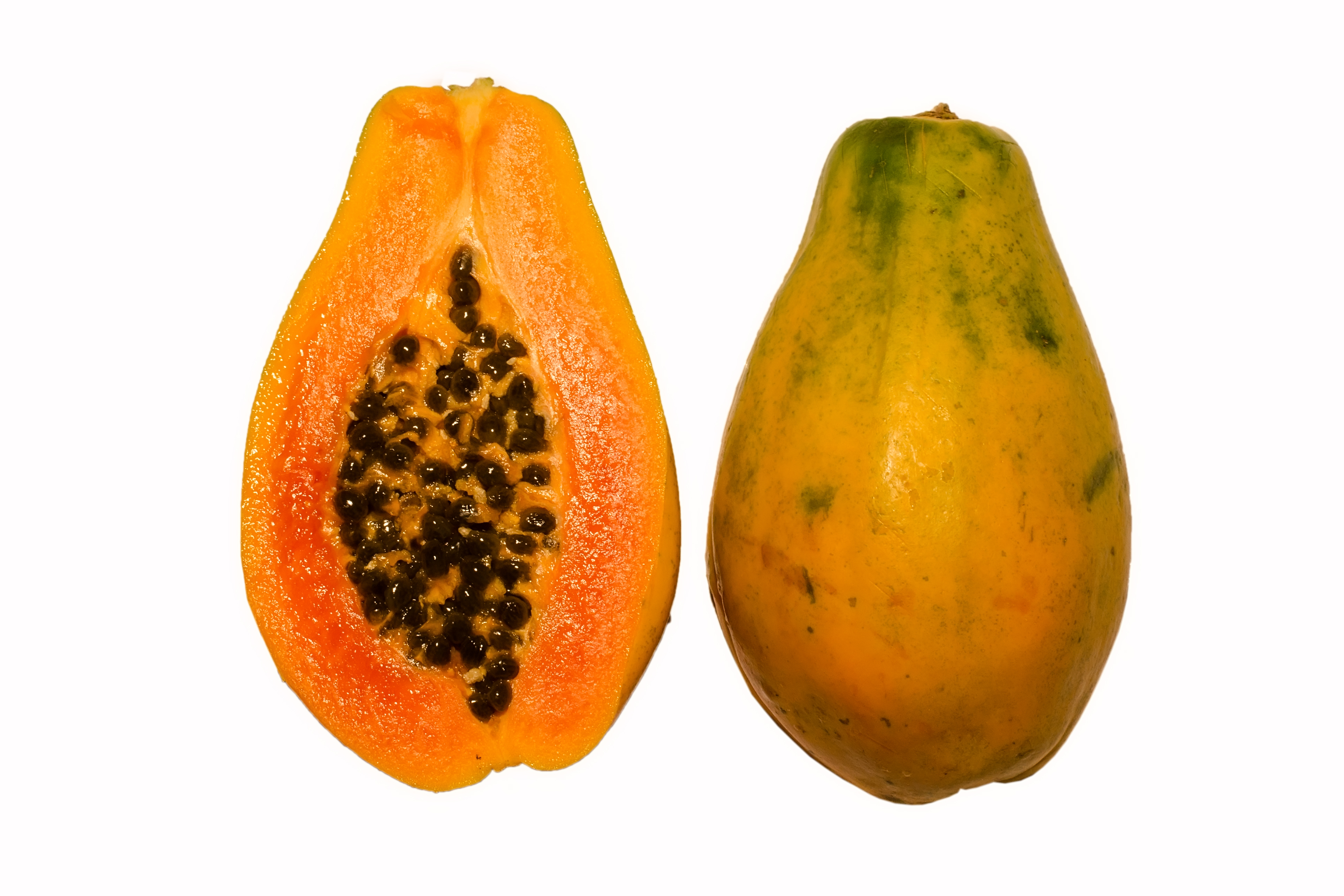
파파야 과일의 살(과육)
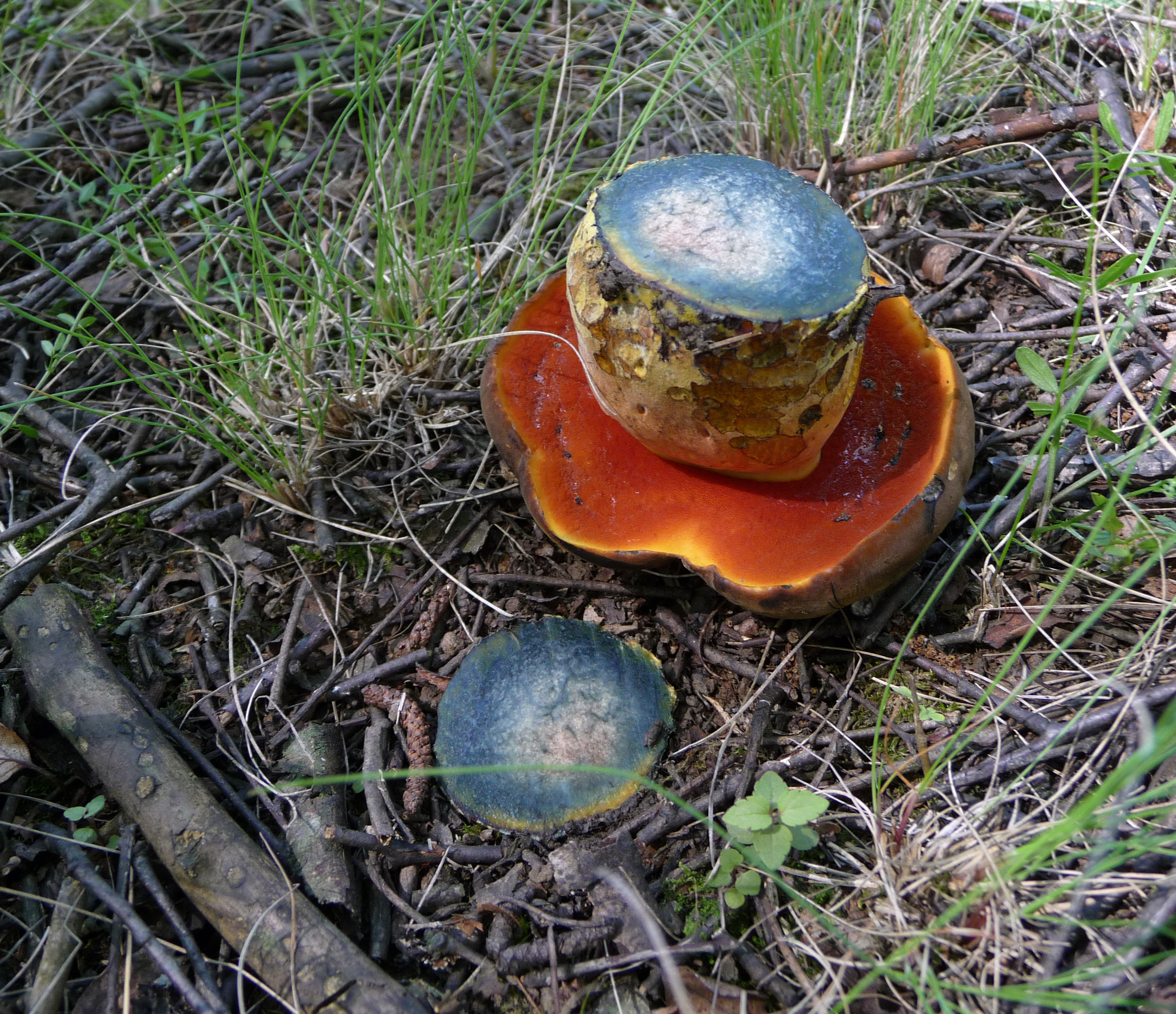
파란 속살을 드러내고 있는 버섯의 단면